# Duplaspidiotus pavettae
Duplaspidiotus pavettae är en insektsart som först beskrevs av Alfred Serge Balachowsky 1953.  Duplaspidiotus pavettae ingår i släktet Duplaspidiotus och familjen pansarsköldlöss.
Artens utbredningsområde är Guinea. Inga underarter finns listade i Catalogue of Life.